# Allar
Pour les articles homonymes, voir Allar (homonymie).
L'allar (ou aalan, alan, alanmar, alar, allan, chatans) est une langue dravidienne parlée dans l'État du Kerala, en Inde.

## Utilisation
Elle est parlée par environ 350 personnes en 1994, vivant principalement dans les districts de Malappuram (taluks de Manjeri (en) et Perinthalmanna (en), villages d'Aminikadu, Mannarmala et Tazhecode) et de Palakkad (taluks de Mannarkkad (en) et Ottapalam (en)) dans l'État du Kerala.
Cette langue est utilisée dans tous les domaines, mais uniquement par des adultes, les plus jeunes apprenant le malayalam.

## Caractéristiques
L'allar est classé par Glottolog dans le groupe des langues Malayalam (en) de la famille des langues dravidiennes, mais il fait partie des langues dravidiennes non-classées pour Ethnologue, Languages of the World.
Il s'écrit avec l'alphasyllabaire malayalam et ne comporte aucun dialecte connu.
Il existe une similarité lexicale de 61 % avec le malayalam et de 59 % avec le tamoul.